# Centro de Biotecnologia Rajiv Gandhi
O Centro de Biotecnologia Rajiv Gandhi (RGCB), nomeado em homenagem a Sri Rajiv Gandhi, ex-primeiro ministro da Índia, é um instituto de pesquisa na Índia, dedicado exclusivamente à pesquisa em Biologia Molecular e Biotecnologia. Está localizado em Thiruvananthapuram, capital do estado de Kerala, na Índia. Este centro é um instituto autônomo sob o Departamento de Biotecnologia do Governo da Índia. Anteriormente, era um centro de P&D sob o Conselho Estadual de Ciência, Tecnologia e Meio Ambiente de Kerala, que é uma agência de financiamento para institutos e centros de pesquisa em Kerala.
O centro foi inaugurado em 18 de novembro de 2002 pelo então presidente da Índia, Dr. APJ Abdul Kalam. O instituto tem departamentos de pesquisa altamente focados, trabalhando em diferentes áreas das ciências biológicas nas seguintes áreas:
- Pesquisa sobre câncer
- Doença Cardiovascular e Biologia do Diabetes
- Biologia Patogênica
- Biologia Regenerativa
- Biotecnologia de plantas e biologia de doenças
- Neurobiologia
- Biologia da Reprodução
- Biologia Interdisciplinar

## Missão
É entender a biologia subjacente a doenças humanas, animais e vegetais, desenvolver um treinamento exclusivo de indivíduos em ciências fundamentais e translacionais e promover colaborações entre profissionais médicos, veterinários e agrícolas com cientistas de biologia básica.

## História
O Centro Rajiv Gandhi de Biotecnologia teve início em 3 de julho de 1990.  O então primeiro-ministro Shri Rajiv Gandhi consentiu em ser o patrono-chefe da Sociedade C-DEST. O instituto foi então renomeado como Rajiv Gandhi Center for Development of Education, Science and Technology (RGC-DEST). Tornou-se, então, uma instituição "Grant-in-Aid" do governo de Kerala em 16 de outubro de 1991. Em 18 de novembro de 1995, o Primeiro Ministro da Índia, Shri. P.V. Narasimha Rao, lançou a pedra fundamental do edifício principal do RGCB. Em 1994, o Governo do Estado a reestruturou em um amplo centro de biotecnologia e foi novamente batizado de Rajiv Gandhi Center for Biotechnology. Mais tarde, em 18 de novembro de 2002, o então Presidente da Índia, Dr. A.P.J. Abdul Kalam, dedicou-o à nação.
Cientistas do Centro, em 2019, desenvolveram um novo sistema que promete melhorar a entrega de fatores de crescimento para ajudar na cicatrização de feridas.